# Костюшкин, Стас
Станисла́в Миха́йлович Костюшкин (род. 20 августа 1971, Одесса) — российский певец и поэт, участник дуэта «Чай вдвоём», создатель проекта «A-Dessa», предприниматель, телеведущий.

## Биография
Родился 20 августа 1971 года в Одессе в семье джазового саксофониста Михаила Иосифовича и манекенщицы Надежды Аркадьевны Костюшкиных, в 1972 году семья переехала в Ленинград, где и прошло детство Костюшкина. Дедушка по отцу — Иосиф Михайлович Шульман (1911 — ?) — фронтовой журналист, кавалер ордена Красной Звезды.
Отец Стаса Костюшкина был известным джазовым саксофонистом, сам Костюшкин с раннего детства учился играть на фортепиано.
Так как мама Костюшкина была манекенщицей, в 1976 году (в 5-летнем возрасте) сына сфотографировали для журнала детской моды, на него надели жёлтую рубашку с широким воротником и клетчатый чёрно-белый комбинезон с изображением животного на груди.
В детстве в августе ездил в Одессу, продавал арбузы с мамой на Одесском рынке, продал арбуз Михаилу Жванецкому, когда его мать-манекенщица спряталась под прилавок, мать работала со Жванецким в одном шоу, она постеснялась того, что торгует на рынке.

По правде говоря, я лишь недавно Одессу полюбил, в детстве она казалась мне сущим адом, потому что меня привозили туда в августе, когда никого из детей не было, мне не с кем было общаться — только мама, бабушка и дедушка. У меня даже друзей детства в Одессе нет — был один, но, к сожалению, скончался. Да и детство я, если честно, нечасто вспоминаю: не из тех людей, которые любят этот отрезок жизни. Почему? Наверное, потому, что в детстве у человека нет свободы, ему все время говорят, что делать, куда можно ходить, а куда нельзя, надень шапку, сними шапку, найди шапку… Мои родители не были тиранами (мама — манекенщица, папа — джазовый музыкант, какая тут тирания?), тем не менее свободу я почувствовал только в 18.— 
В школе одно время был двоечником. Родителей очень удивляло, что он мог прийти домой в восемь вечера, весь мокрый, потому, что лазал в камышах на пруду Баваровка.

Я был всегда двоечником. Я был в классе таким изгоем. По жизни во всей школе, в музыкальной школе я вот был абсолютный ноль. Да я не мог учиться хорошо, потому что по ночам я просыпался: папа пьяный приходил, мы дрались, у нас были драки. А потом приезжали изредка такие огромные гренадеры Скворцовы-Степановы, скручивали отца. Поэтому было не до моей личности.— 
Ходил в музыкальную школу, пианино и пение, был солистом школьного хора. У Костюшкина был оперный голос. С 14 лет стал ходить на секцию дзюдо, позже занимался каратэ и другими единоборствами. Ходил также в театральный кружок, очень хотел стать актёром

Я очень хотел быть актёром. И по дороге в театральный институт ЛГИТМИК мне встречается девочка Настя Бартенева и говорит: «Ты куда?» Я говорю: «Да хочу узнать, какие экзамены в ЛГИТМИКе, попробовать сдать». Она говорит: «Ты дурак? Какие экзамены? Ты что — ты не петь будешь?» Я говорю: «Да нет, я хочу актёром быть». «Тебе петь надо! Иди в консерваторию!» — 

### Образование
В 1989 году окончил Ленинградское музыкальное училище им. Н. А. Римского-Корсакова по классу фортепиано, учился на одном курсе с Анной Нетребко.
В студенчестве он часто подрабатывал Дедом Морозом.
В 1989—1990 годах учился в Амстердамской консерватории в Нидерландах.
Окончил также Петербургскую консерваторию (отделение вокала).

### Театр «Зазеркалье»
После учёбы в Голландии стал работать в детском театре «Зазеркалье». В театре он познакомился с Денисом Клявером.

### «Чай вдвоём»
С 1994 был солистом группы «Чай вдвоём» вместе с Денисом Клявером. Сначала группа пела на разогреве у Лаймы Вайкуле, потом начали выступать сами. Вскоре группа стала очень популярной, активно гастролировала, но в 2012 году распалась из-за прекращения концертов и потери творческого интереса со стороны Клявера и Костюшкина.
В конце 2022 года Денис и Стас объявили о возрождении группы. В мае 2023 года вышел первый новый сингл группы «Нежная».

### Сольная карьера
Организовал группу «Stanley Shulman Band», исполняет в ней произведения жанра «академическая эстрада», названа в честь деда Стаса Костюшкина по отцовской линии, журналиста Иосифа Шульмана.
В 2012 году запустил новый проект «A-Dessa». Наиболее известные песни нового проекта — «Fire», «Женщина, я не танцую», «Tuzzik», «3G» и «Я бальник».
В 2014 году Костюшкин был замечен за исполнением песни под фонограмму. На фестивале Новая волна 2014 Костюшкин пел песню «Женщина, я не танцую» и после исполнения очередного куплета решил спуститься со сцены в зрительный зал. Во время своего прохода он увидел сидевшую в нём Аллу Пугачёву со своим супругом Максимом Галкиным. Костюшкин подошёл к ней и залез на ограждение стоявшее перед зрительным местом Пугачёвой, но потерял равновесие и рухнул прямо на неё. В этот момент выступления было отчётливо видно, что певец на несколько секунд убрал микрофон ото рта, но на фоне продолжала звучать не только музыка, но и слова. Позже в одном из интервью Костюшкин признался, что действительно пел под «фанеру» на том концерте.
С декабря 2016 года ведёт программу «Очень караочен» на Муз-ТВ.
В 2022 году снялся в рекламе YAPPY, российского аналога сервиса TikTok.
Занял третье место в третьем сезоне шоу «Аватар» на канале НТВ, где скрывался под образом  Серого волка. 
С 9 февраля 2025 года-пятый член жюри шоу «Маска» на канале НТВ.

## Семья
- Отец — Михаил Иосифович Костюшкин (род. 4 февраля 1946; город Бабушкин, Бурятия) — петербургский саксофонист, руководил джазовыми ансамблями, композитор[18]. В 2016 году женился на Ольге (род. пр. 1985; Южно-Сахалинск), с которой встречался 4 года. Ольга моложе отца почти на 40 лет[19][20].
- Мать — Надежда Аркадьевна Костюшкина[21] (род. 29 мая 1948)[13], работала манекенщицей, одно время работала с Михаилом Жванецким[6], открыла своё агентство модельной одежды «Невский проспект»[22].
- Брат деда — Самуил Михайлович Шульман — ленинградский архитектор, писал стихи, эмигрировал в Бостон в 1976 году, отец Костюшкина тоже хотел эмигрировать в то время, но мать была против, а дед эмигрировал позже, но в Израиль[13][23].
- Дед по отцу — Иосиф Михайлович Шульман — был фронтовым журналистом, подписывал все свои статьи псевдонимом «Михайлов», в 70 лет эмигрировал в Израиль[13].
- Фамилия бабушки по отцу — Костюшкина.
- Бабушка и дедушка по матери Аркадий жили в Одессе[8][23][24].
- Старшая сестра по отцу — Виктория[25].
- Младший брат по отцу — пианист Константин Тимофеев[25].

## Личная жизнь
- Первая жена (1990-е — 2003)[26] — Марианна (род. 1976) — актриса, пианистка[11][26][27].
- Вторая жена (29 мая 2003[28] — 2006) — Ольга — родом из Магадана, танцовщица (прожили вместе 3 года).
  - Сын — Мартин Станиславович Костюшкин (род. 11 июля 2003) от второго брака[29][30][31].
- Третья жена (с 22 июля 2006[28]) — Юлия Александровна Костюшкина (девичья фамилия: Клокова) (род. 22 мая 1980) — трижды чемпионка России по акробатике, в 1997 году абсолютная чемпионка мира по акробатике, бывшая танцовщица группы «Чай Вдвоём»[32], вела передачу «Я худею» на НТВ, начали встречаться в 2004[11][33]. Её мама чемпионка Советского Союза по художественной гимнастике, а папа — футболист[34].
  - Сын — Богдан Станиславович Костюшкин (род. 1 ноября 2006) от третьего брака[30].
  - Сын — Мирон Станиславович Костюшкин (род. 10 декабря 2015) от третьего брака.

Стас Костюшкин ведёт здоровый образ жизни — не пьёт и не курит, занимается боксом.

## Общественная позиция
В 2022 году поддержал вторжение России на Украину, возил гуманитарную помощь на фронт, давал концерты в Донецкой и Луганской народных республиках..

## Бизнес-проекты
У меня есть друг детства, Борька Копылов, который 18 лет назад эмигрировал в Израиль. Уехал, чтобы побеждать и завоевывать, но, как и многие, наверное, никого не победил и ничего, увы, не завоевал. Когда мы встретились, ему было уже 35 лет. Я ему и говорю: «Борь, возвращайся-ка ты домой! Есть немного свободных денег, так давай откроем своё дело!» Четыре года назад он приехал на нашу с Юлей свадьбу, и я предложил ему открыть сеть кафешек. Стали думать, каких, и тут-то вспомнили своё детство. Боря, как настоящий еврей, всегда знал, как вести бизнес. Нам было тогда лет по девять. Приходит он ко мне как-то раз и говорит: «Есть у тебя двадцать копеек? Пошли! Сейчас сделаем из них рубль». Кино стоило 10 копеек, мороженое, причём не самое вкусное, — столько же. Мне же, помимо этого, хотелось ещё пончиков и чая. Так вот, мы придумали фантастическую схему. Подходили к людям и просили разменять монету в двадцать копеек. Плакали, что потерялись и что нам срочно нужно позвонить домой. Люди просто давали нам две копейки, и за час нам удавалось насобирать копеек шестьдесят.— 
Стас Костюшкин активно развивает сеть кафе-пышечных в торговых центрах «Пышка da pudra», открыл совместно с другом детства поваром Борисом Копыловым (род. 1971; Ленинград).
В 2015 году у Костюшкина было три пончиковых — одна в Санкт-Петербурге и две в Ростове-на-Дону.
Телеведущая Лера Кудрявцева купила франшизу на производство пончиков у Стаса Костюшкина в 2015 году.
В 2015 году открыл «Пончик-вагончик» в Москве, Химкинском парке. С 2015 года выпускает и продаёт свой чай «Мой чай».
Открыл также курительные комнаты, там можно покурить и выпить кофе. 

приезжаешь, в Шереметьево, куришь, выпил чашечку эспрессо — и на самолёт. В России есть ограничения, связанные с курением, и мы не везде можем позволить себе такую комнату открыть, но там, где можно, строим, и люди благодарны, потому что не надо идти курить куда-то за угол. Сам я некурящий, но тех, у кого такая привычка есть, не осуждаю, поскольку невозможно искоренить то, что со времен Петра Первого прижилось.— 

## Дискография

### Студийные альбомы
| №                   | Название                          | Длительность |
| ------------------- | --------------------------------- | ------------ |
| 1.                  | «Всё ровно»                       | 3:23         |
| 2.                  | «Такси до города»                 | 3:17         |
| 3.                  | «Фанера» (feat. Нелли Ермолаева)  | 2:43         |
| 4.                  | «Оки чмоки»                       | 3:29         |
| 5.                  | «Караочен»                        | 3:41         |
| 6.                  | «Опа! Анапа»                      | 3:30         |
| 7.                  | «На стиле 90-х» (feat. Шура)      | 3:01         |
| 8.                  | «Хэй, Мам»                        | 2:40         |
| 9.                  | «Бабушка» (feat. Леонид Руденко)  | 2:58         |
| 10.                 | «Факты»                           | 2:51         |
| 11.                 | «Мишка»                           | 3:30         |
| 12.                 | «Мужики нормальной ориентации»    | 3:59         |
| 13.                 | «Тузик»                           | 2:55         |
| 14.                 | «Я бальник» (feat. Борис Моисеев) | 2:41         |
| Общая длительность: | Общая длительность:               | 41:18        |

| №                   | Название                          | Длительность |
| ------------------- | --------------------------------- | ------------ |
| 1.                  | «Еду я в Одессу»                  | 3:31         |
| 2.                  | «Всё забуду»                      | 3:34         |
| 3.                  | «3G»                              | 3:24         |
| 4.                  | «Где»                             | 3:11         |
| 5.                  | «Common Sava»                     | 3:12         |
| 6.                  | «Fire»                            | 3:13         |
| 7.                  | «Девочка главбух»                 | 3:05         |
| 8.                  | «Раненая птица»                   | 3:42         |
| 9.                  | «Сирень»                          | 4:25         |
| 10.                 | «Папа рядом»                      | 3:01         |
| 11.                 | «Родинка» (feat. Юлия Костюшкина) | 3:36         |
| 12.                 | «Meine Vira»                      | 3:37         |
| 13.                 | «Еллоу Пуки»                      | 3:16         |
| 14.                 | «Женщина, я не танцую»            | 3:23         |
| Общая длительность: | Общая длительность:               | 46:10        |

| №                   | Название            | Длительность |
| ------------------- | ------------------- | ------------ |
| 1.                  | «Лакшери»           | 4:18         |
| 2.                  | «Гитара»            | 2:23         |
| 3.                  | «Ха-ха»             | 2:53         |
| 4.                  | «Васёк»             | 2:53         |
| 5.                  | «Снег с ног»        | 2:37         |
| 6.                  | «Фрики»             | 2:51         |
| 7.                  | «Лайкай»            | 2:45         |
| 8.                  | «Флешка»            | 3:39         |
| 9.                  | «Жорик»             | 2:17         |
| 10.                 | «Попурри»           | 3:58         |
| Общая длительность: | Общая длительность: | 27:94        |

### Синглы
| Год  | Сингл                                 | Альбом                                          |
| ---- | ------------------------------------- | ----------------------------------------------- |
| 2012 | «Fire»                                | Женщина, я не танцую                            |
| 2012 | «Сирень» (совм. с группой «НеАнгелы») | Роман (альбом гр. «НеАнгелы»)                   |
| 2013 | «3G»                                  | Женщина, я не танцую                            |
| 2013 | «Всё забуду»                          | Женщина, я не танцую                            |
| 2014 | «Я бальник» (feat. Борис Моисеев)     | Караочен                                        |
| 2014 | «Женщина, я не танцую»                | Женщина, я не танцую                            |
| 2015 | «Раненая птица»                       | Женщина, я не танцую                            |
| 2015 | «Караочен»                            | Караочен                                        |
| 2016 | «Еду я в Одессу»                      | Женщина, я не танцую                            |
| 2016 | «Всё ровно»                           | Караочен                                        |
| 2016 | «Бабушка» (feat. Леонид Руденко)      | Караочен                                        |
| 2017 | «Опа! Анапа»                          | Караочен                                        |
| 2017 | «Факты»                               | Караочен                                        |
| 2018 | «Хэй, Мам»                            | Караочен                                        |
| 2018 | «На стиле 90-х» (feat. Шура)          | Караочен                                        |
| 2019 | «С Днем рождения, мальчишка!»         | без альбома                                     |
| 2020 | «Сладкая»                             | без альбома                                     |
| 2021 | «2 полоски»                           | без альбома                                     |
| 2021 | «Не прикасайся»                       | без альбома                                     |
| 2022 | «Просто друг» (feat. Джарахов)        | Лёгкий способ бросить любить (альбом Джарахова) |
| 2022 | «Останешься»                          | без альбома                                     |
| 2022 | «Вот-вот Новый год»                   | без альбома                                     |

## Видеография
| Год  | Клип                               | Режиссёр                        |
| ---- | ---------------------------------- | ------------------------------- |
| 2012 | «Fire»                             | Александр Игудин                |
| 2012 | «Сирень» (совм. с НеАнгелы)        | Олег Борщевский                 |
| 2013 | «3G»                               | Александр Игудин                |
| 2013 | «Всё забуду»                       | Кадим Тарасов                   |
| 2014 | «Я бальник!» (feat. Борис Моисеев) | Кадим Тарасов                   |
| 2014 | «Женщина, я не танцую»             | Кадим Тарасов                   |
| 2015 | «Караочен»                         | Александр Игудин                |
| 2017 | «Бабушка» (feat. Леонид Руденко)   | нет информации                  |
| 2017 | «Всё ровно» (feat. Руки Вверх!)    | Александр Игудин                |
| 2017 | «Опа! Анапа»                       | Алексей Фигуров                 |
| 2017 | «Факты»                            | нет информации                  |
| 2018 | «Хэй, Мам»                         | нет информации                  |
| 2019 | «На стиле 90-х» (feat. Шура)       | нет информации                  |
| 2019 | «С Днем рождения, мальчишка!»      | Александр Игудин                |
| 2020 | «Сладкая»                          | Стас Костюшкин                  |
| 2021 | «2 полоски»                        | Гавриил (GOOF) и Анна Воробьёва |
| 2022 | «Просто друг» (feat. Джарахов)     | OVEN                            |

## Фильмография
| Год       |    | Название                     | Роль                     |
| --------- | -- | ---------------------------- | ------------------------ |
| 1996      | ф  | Карнавальная ночь-2          | Имя персонажа не указано |
| 2004—2005 | с  | Моя прекрасная няня          | камео                    |
| 2005      | тф | Али-Баба и сорок разбойников | разбойник Мухаммед       |
| 2005      | тф | Тайский вояж Степаныча       | Милиционер               |
| 2006      | тф | Испанский вояж Степаныча     | Милиционер               |
| 2014      | тф | Z Joke                       | Steven                   |
| 2018      | с  | Девочки не сдаются           | камео (10-я серия)       |

## Телевидение
- 2007 — «Цирк со звёздами» — участник
- 2010 — «Смех в большом городе»
- 2010 — «Брейн-ринг» (Белоруссия)
- 2011 — «Звезда + Звезда» (2 сезон) — стал победителем в музыкальном дуэте с Евгением Никишиным[43]
- 2013 — «Танцы со звёздами» (8 сезон) — участник
- 2013 — второй полуфинал Высшей лиги КВН — приглашённая звезда
- 2014 — «Бодрое утро» — приглашённый гость[44][45]
- 2014 — «Большие гонки» — участник, появившийся в 5 выпуске от 12 октября
- 2014 — «Театр эстрады» — участник
- 2015 — «Точь-в-точь» (2 сезон) — участник
- 2015 — «Большая маленькая звезда» — участник
- 2016 — «„Детская Новая Волна“ в Артеке» — ведущий
- с декабря 2016 — «Очень караочен» на Муз-ТВ — ведущий
- 2020 — «Маска» — участник (образ Мороженого)
- 2021 — «Шоумаскгоон»
- 2024 — «Аватар» (3 сезон) — участник в образе Серого Волка
- 2025 — «Маска» — пятый член жюри.

## Спорт
Занимается боксом, культуризмом, акробатикой, горными лыжами, роликовыми коньками.